# 阿尔卡季·沃罗比约夫
阿尔卡季·尼基季奇·沃罗比约夫（俄语：Аркадий Никитич Воробьёв，1924年10月3日—2012年12月2日）是一名苏联举重运动员，曾获得过两枚奥运会金牌。
阿尔卡季生于坦波夫州Mordovo，他在苏德战争期间曾是一名海军士兵。阿尔卡季曾获得五枚世锦赛金牌（1953、1954、1955、1957、1958），五枚欧锦赛金牌（1950、1953、1954、1955、1958）。在1950年至1960年的十年间，阿尔卡季26次打破了举重世界纪录。在1954年，阿尔卡季加入苏联共产党。
1995年，他被选入国际举重联合会名人堂。

## 出版物
- The Anatomy of Strength (1986)
- Principles in Achieving Preparation of the Athlete (1987)
- Training of the Intellect (1989)
- Training, Trainability, Re-adaptation (1989)